# Minneapolis Institute of Art
Minneapolis Institute of Art (w skrócie: MIA) – muzeum sztuk pięknych zlokalizowane w Minneapolis w stanie Minnesota w USA na terenie pokrywającym 32,000 m².
Utrzymuje się głównie ze środków publicznych, nie pobiera opłaty za wstęp. Muzeum otrzymuje także dotacje od prywatnych sponsorów. Regularnie odbywają się gościnne wystawy prezentujące zbiory z kolekcji innych instytucji kultury.

## Historia

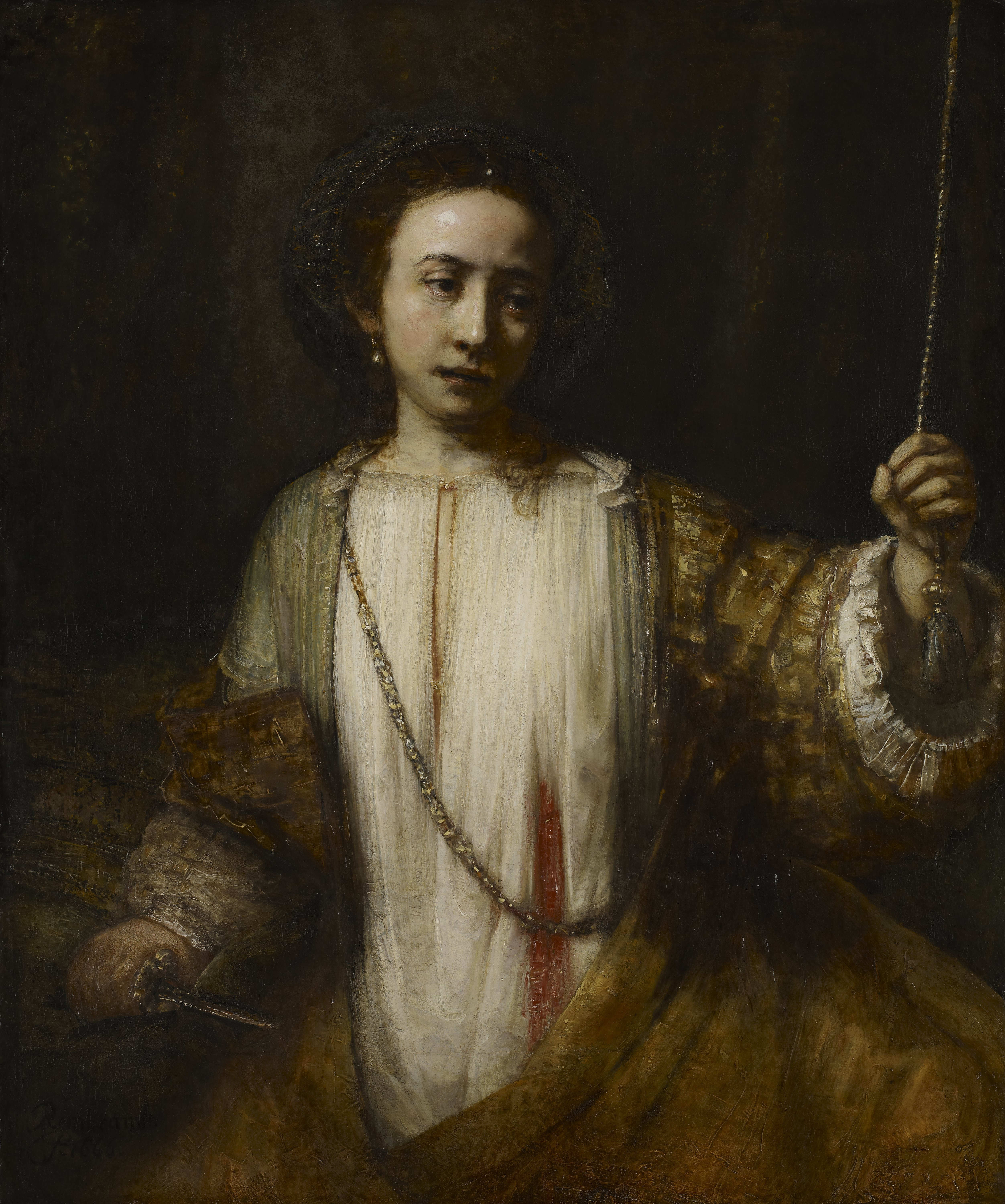
Rembrandt, Lukrecja (ze zbiorów MIA)

Ze względu na brak zorganizowanych instytucji zajmujących się promocją sztuki i wystawiennictwem w 1883 roku została założona organizacja, która wkrótce przyjęła nazwę Minneapolis Society of Fine Arts (Towarzystwo Sztuk Pięknych w Minneapolis). Grupa ta, złożona głównie z możnych przedstawicieli biznesu, zajmowała się organizacją wystaw. W 1889 roku Towarzystwo przekształciło się w Minneapolis Institute of Arts (Instytut Sztuk w Minneapolis) i wprowadziło do nowo wybudowanego gmachu biblioteki Minneapolis Public Library.
Nowy budynek, przeznaczony specjalnie dla potrzeb muzeum został zaprojektowany przez firmę McKim, Mead and White. Otwarcie nastąpiło w 1915 roku na ziemi przekazanej instytucji przez rodzinę Morrisonów, którą wcześniej zajmowała ich rezydencja Villa Rosa. Od tego czasu budynek przechodził kilka modernizacji i rozbudów, z których ostatnia miała miejsce w 2006 roku. Budynek jest zlokalizowany w okolicy zabudowanej rezydencjami możnych przedsiębiorców pochodzącymi z lat 1880-1920.

## Zbiory
MIA posiada kolekcję złożoną z ok. 80 000 obiektów, z których najstarsze pochodzą sprzed 5000 lat. Oprócz zbiorów reprezentujących zachodni krąg kulturowy, istnieje kolekcja sztuki afrykańskiej, kolekcja sztuki Oceanii i Ameryk oraz kolekcja sztuki azjatyckiej.